# Pseudocladotoma rufonatatus
Pseudocladotoma rufonatatus is een keversoort uit de familie Ptilodactylidae. De wetenschappelijke naam van de soort is voor het eerst geldig gepubliceerd in 1931 door Pic.